# Koolasuchus
Koolasuchus ("Koolův krokodýl") je dávno vyhynulý rod velkého temnospondylního obojživelníka, žijícího v období rané křídy (geologický věk apt, asi před 120 až 110 miliony let) na území současné jižní Austrálie (stát Victoria).

## Objev
Fosilie tohoto živočicha byly objeveny a posléze odkryty v letech 1978 až 1989 v sedimentech geologického souvrství Wonthaggi (Strzelecki Group), známého také objevy dinosauřích fosilií. Koolasuchus patřil k vůbec posledním žijícím temnospondylům, kdysi velmi rozšířené skupině obojživelníků, která ale v jeho době již definitivně vymírala.

## Popis

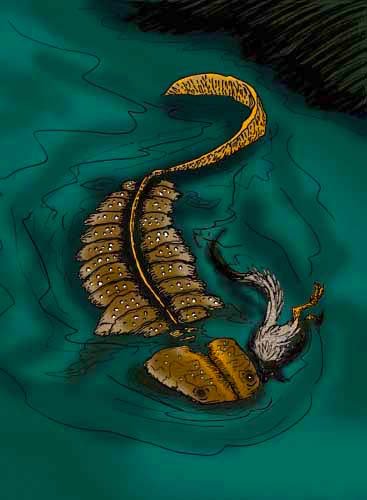
Koolasuchus cleelandi - ekologická scéna s uloveným dinosaurem rodu Leaellynasaura.

Koolasuchus byl obří dravý obojživelník, dosahující délky v rozmezí 4 až 5 metrů a hmotnosti zhruba kolem 500 kilogramů. Jeho zploštělá a okrouhlá lebka byla dlouhá kolem 65 centimetrů. Možná dokázal lovit menší obratlovce, kteří se přicházeli napít k napajedlům, ve kterých plaval. Snad dokázal ulovit například i mláďata menších dinosaurů, jako byl ornitopod rodu Leaellynasaura a někteří další.